# Gamiz-Fika
Gamiz-Fika és un municipi de Biscaia, a la comarca d'Uribe.